# FM DEPO
FM DEPO（エフエムデポ）は、名古屋市の市制100周年記念事業として1989年7月から同年11月の4ヶ月間に開催された世界デザイン博覧会開催中に設けられたイベント放送局の名称。運営は中部日本放送（現在は会社分割でCBCラジオ）が担当。国際電信電話株式会社（KDD、現在のKDDI）が協賛していた。

## 放送局データ
- 周波数 - 76.4 MHz[1]
- 送信出力 - 300 W[1]
- コールサイン - JOGZ-FM[1]
- 送信所所在地 - NTT名古屋ネットワークセンター（愛知県名古屋市中区新栄町）[1]
- 演奏所所在地 - 世界デザイン博覧会白鳥会場内（名古屋市熱田区熱田西町）[1]
- 放送区域 - 名古屋市等の一部、およびその周辺地域[1]
- 対象世帯数 - 約739,000世帯（当時）[1]
- 放送期間 - 1989年7月1日〜11月26日午前0時（JST）[1]

## タイムテーブル[2]
- 07:00 - 09:00 MORNING-Ⅰ
- 09:00 - 12:00 MORNING-Ⅱ
- 12:00 - 16:00 DAYTIME
- 16:00 - 19:00 EVENING
- 19:00 - 22:00 NIGHTTIME

## 出演者
- エミリー・アントン
- ジョン・セント・ピーター
- コリーン・マーフィン
- クリス・カレン
- 小笠原恵子[注釈 1]
- 岩橋道子
- 土開仁美
- 今泉佳子[注釈 2]
- 槇徳子
- 鷲塚美知代
- 冨田和音
- 松山香織
- 金高麻里
- 大園康志
- 遠藤雅也
- 重盛啓之
- 佐々木都希子
- 平野裕加里
- 磯和睦美
- 四村芽以子

## 裏話
イベント放送局として当時では最大出力を誇った。1989年当時、愛知県の民放FM局はエフエム愛知1局のみだった。（三重県のFM三重と合わせても東海地方で2局）FM DEPOは出力300Wで広範囲で受信でき、ニューヨーク大学ラジオ科専攻のDJとその研究協力を得て、音楽をノンストップに流すなど番組と番組の境界がはっきりしないシームレス編成で、パビリオン情報のみならず、天気予報や交通情報、駐車場情報などをインパクトのあるジングルと軽快なBGMで伝えるという、これまでのFM局にはなかった斬新な編成がリスナーを引き付け、イベントFM局というより愛知の第2FM局という印象が強かった。そのためか、FM DEPO閉局後、運営元であるCBCに復活を望む声が多く届いた。これが約4年後の1993年10月1日にZIP-FM（当時の社名はエフエム名古屋）が開局するきっかけとなり、時報のジングル化など、番組に多くの成果が引き継がれた。
当時担当したCBCのアナウンサーは、松山香織、槇徳子などが英語交じりでDJをし、平野裕加里などがイベントレポーターを担当した。各人とも、博覧会後も人気や実力を発揮し、それぞれがCBCを退職後もフリーランスで活躍を続けている。なお、男性DJのうち、CBCアナウンサーとして遠藤雅也が参加していたが、その後北海道テレビ放送に移りアナウンサーグループ部長などを歴任し2017年退社した。

## その後
FM DEPOがきっかけで開局したZIP-FMが、FM DEPOを運営したCBCと共同で、2005年日本国際博覧会（愛称：愛・地球博）のイベント放送局、FM LOVEARTH（エフエム・ラヴァース）を運営した（期間は2005年2月25日 - 9月25日）。